# Ministère de la Mer (France)
Au cours de l'histoire des gouvernements français, il a été créé des postes chargés des questions maritimes et de la pêche. Ces postes ont changé de périmètre au cours de l'histoire, ont pu être occupés par des ministres de plein exercice, des ministres délégués ou des secrétaires d'état.
Dans le gouvernement Bayrou actuel, nommé le 23 décembre 2024, le poste est occupé par la ministre de la Transition écologique, de la Biodiversité, de la Forêt, de la Mer et de la Pêche Agnès Pannier-Runacher.

## Historique
Jusqu'au 15 avril 1958, date de la fin du gouvernement Félix Gaillard, le ministère de la Défense (ou parfois appelé ministère des Armées) est pour la dernière fois assisté de trois secrétaires d’État chargés respectivement de la Guerre, de la Marine et de l'Air. Ce gouvernement sera aussi le dernier à avoir un ministère des Travaux publics, du Transports et du Tourisme, assisté d'un « secrétariat d'État à la Marine marchande ».
Du 22 mai 1981 au 15 mai 1991, le gouvernement français inclut un ministre de la Mer.
En 1995, il est créé le secrétariat général de la Mer, sous l'autorité du Premier ministre.
La direction des Affaires maritimes est absorbée en 2005 par la direction générale de la Mer et des Transports du ministère de l'Équipement, qui devient, après la fusion de ce dernier avec le ministère de l'Écologie, la direction générale des Infrastructures, des Transports et de la Mer. De plus, entre 2013 et 2017, le ministère de l'Écologie intègre la direction des pêches maritimes et de l'aquaculture, qui en dehors de cette période fait partie du ministère de l'Agriculture et de l'Alimentation.

## Attributions
Depuis le 4 juillet 2022, au sein du gouvernement Élisabeth Borne, le secrétaire d'État chargé de la Mer élabore et met en œuvre la politique du Gouvernement dans le domaine de la mer sous ses divers aspects, nationaux et internationaux, notamment en matière d'économie maritime, de rayonnement et d'influence maritimes.
Le secrétaire d'État chargé de la mer a autorité, par délégation de la Première ministre, sur l'inspection générale des affaires maritimes et, conjointement avec le ministre de l'Agriculture et de la souveraineté alimentaire, sur la direction générale des affaires maritimes, de la pêche et de l'aquaculture (DGAMPA). Il a autorité, par délégation de la Première ministre, conjointement avec le ministre de la Transition écologique et de la Cohésion des territoires et le ministre de la Transition énergétique, sur le secrétariat général et sur le Commissariat général au développement durable.
Le ministère a la charge des lycées professionnels maritimes où sont dispensées différentes formations maritimes et aquacoles.